# Castlerock
Castlerock (Iers: Carraig Ceasail) is een plaats in het Noord-Ierse County Londonderry.
Castlerock telt 1326 inwoners.
Van de bevolking is 82,3% protestant en 14,5% katholiek.